# Ćustendil
Ćustendil (bugarski: Кюстендил, za srednjeg vijeka – Velbužd) je grad od 51.742 stanovnika u jugozapadnoj Bugarskoj, i upravno sjedište istoimene bugarske oblasti Ćustendil. Nalazi se u neposrednoj blizini granice sa Sjevernom Makedonijom.

## Zemljopisne karakteristike
Grad se nalazi se nalazi na južnom dijelu istoimene doline, na sjevernoistočnim padinama Osogovske planine, na nadmorskoj visini od 500 m. Kroz grad protiče Rijeka Banska. Smješten je, 90 km jugozapadno od Sofije, 69 km sjeverozapadno od Blagoevgrada i 22 km od granice sa Sjevernom Makedonijom. Grad i okolica poznati su po termomineralim izvorima, ima ih više od 40. Tako da je još za antike imao status - toplica (lječilišno-kupališnog centra), ovu tradiciju grad je zadržao do današnjih dana, tako da je najpoznatiji lječilišno-kupališni centar u suvremenoj Bugarskoj, s nekoliko toplica i pratećih objekata.

## Povijest
Starije tračko naselje iz V. – IV. st. pr. Kr. Pautalia (na tračkom jeziku: grad izvora), izraslo je u I. st. pr. Kr. za Rimljana u važni trgovački i kupališini centar. Iz tog vremena otkopani se ostatci utvrde Hisarlaka (podignute u IV. st. pr. Kr.), termi i podnih mozaika. Slaveni, koji su naselili ovaj kraj u VI. – VII. st., dali su mu ime Velbužd ( na staroslavenskom: deva), jer je uz grad prolazio poznati karavanski put. Ovo ime zabilježeno je prvi put 1019., u spisu bizantskog cara Bazilija II.
Za vrijeme bugarskog cara Kalojana (1197. – 1207.) grad je potpao pod Prvo Bugarsko Carstvo. Nakon Bitke na Velbuždu 1330. g. između Srba (koje je vodio Stefan Uroš III. Dečanski) i Bugara, grad je potpao pod srpsku vlast, jer su Bugari izgubili bitku.
Oko 1355. g. Velbužd s okolicom podpao je pod vlast srpskog despota Dejana, koji je tim krajem vladao kao relativno nezavisnim posjedom od Bizanta ( Kneževina Velbužd ). osmanska vojska zauzela je grad 1372. i dala mu današnje ime – Ćustendil, što u prijevodu s turskog znači Konstantinova zemlja, jer je tada gradom vladao srpski despot Konstantin Dragaš. On je prihvatio osmanlijsku vlast i postao njihov vazal, i kao takav poginuo je u bitci na Rovinama 1395. Njegova kćer Jelena udala se za bizantskog cara Manuela II. Paleologa (1391. – 1425.)
Građani Ćustendila, uzeli su aktivno ućešće u bugarskom nacionalnom pokretu, grad je oslobođen od otomanske vlasti 29. siječnja 1878.

## Gradovi prijatelji
- Cocoa Beach, Florida, SAD

## Vanjske poveznice
- Portal grada Ćustendila  Arhivirana inačica izvorne stranice od 6. siječnja 2010. (Wayback Machine)
- Ćustendil na portalu Journey (na bugarskom)  Arhivirana inačica izvorne stranice od 27. lipnja 2008. (Wayback Machine)
- Ćustendil na portalu Globe (na bugarskom)
- Zavičajni povijesni muzej